# Гудыма, Александр Николаевич
Александр Николаевич Гудыма (укр. Олександр Миколайович Гудима; род. 26 июня 1950, Роздол, Дрогобычская область) — украинский политический деятель.

## Образование
В 1972 году окончил Львовский политехнический институт, в котором учился с 1967 года (инженер-энергетик).
Кандидат экономических наук (2000). Защитил диссертацию на тему «Проблемы развития и размещения ядерной энергетики в Украине».
Владеет польским, чешским, словацким и английским языками.

## Карьера
1972—1995 гг. — инженер, руководитель сектора предприятия Львовэнерго. В 1978—1980 гг. работал экспертом на АЭС в Чехословакии.
1995—1998 гг. — заместитель главы правления Государственной акционерной энергопоставляющей компании Львовоблэнерго.
1998—2002 гг. — народный депутат Украины III созыва. Член фракции Украинского Народного Руха (УНР). Глава комитета Верховной Рады Украины по вопросам топливно-энергетического комплекса, ядерной политики и ядерной безопасности. С 2000 года — член государственной комиссии по комплексному решению проблем закрытия ЧАЭС, член наблюдательного совета НАК «Нефтегаз Украины».
2002—2006 гг. — народный депутат Украины IV созыва. До марта 2005 года — член фракции блока Виктора Ющенко «Наша Украина», затем — член фракции Украинской народной партии (УНП). Глава подкомитета по вопросам газовой промышленности комитета ВР по вопросам ТЭК, ядерной политики и ядерной безопасности.
2007—2012 гг. — народный депутат Украины VI созыва от Блока Юлии Тимошенко (№ 160 в списке). Член комитета ВР по вопросам ТЭК, ядерной политики и ядерной безопасности.

## Общественная деятельность
Основатель и координатор общественной комиссии по вопросам энергетики при Львовском облсовете (1992), учредитель и глава правления Галицкого фонда возрождения кооперации (1994), соучредитель потребительского общества Народная торговля (1995), основатель и президент Украинской энергетической ассоциации (1999), учредитель и председатель редсовета журнала Энергетическая политика Украины (2000), депутат Львовского облсовета (апрель 2006 — декабрь 2007).
В 1980—1990-х гг. Гудыма был членом Народного Руха Украины, возглавлял Львовскую областную организацию НРУ, входил в президиум Центрального провода НРУ. В начале 2000-х стал членом УНР, позднее переименовавшегося в Украинскую народную партию. В 2005—2007 гг. был заместителем лидера УНП Юрия Костенко. С марта 2007 года — член партии Всеукраинское объединение «Батькивщина» (лидер — Юлия Тимошенко).

## Семья
Украинец. Супруга Мария Гудыма (1952 г.р., инженер). Сыновья Юрий (1978 г.р., юрист) и Андрей (1979 г.р.).

## Награды
Кавалер ордена «За заслуги» II степени (август 2005).